# Chi Dót
Chi Dót (danh pháp khoa học: Ehretia) là một chi thực vật có hoa trước đây xếp trong phân họ Ehretioideae thuộc họ Mồ hôi (Boraginaceae) nhưng hiện tại được xếp trong họ Ehretiaceae. Nó chứa khoảng 50-66 loài cây bụi hoặc cây gỗ nhỏ có thể cao tới 15m (như Ehretia laevis), có phân bố liên nhiệt đới.
Tên chi là để vinh danh nhà vẽ tranh minh họa thực vật người Đức Georg Dionysius Ehret (1708–1770).
Các chi Rotula và Carmona lồng sâu trong Ehretia nên trong bài này coi như là các danh pháp đồng nghĩa của Ehretia.

## Đặc điểm
Lá có cuống, lá nguyên hoặc khía răng cưa ở mép. Cụm hoa là ngù hoa hay xim hoa dạng chùy, thường rất thơm. Đài hoa gồm 5 thùy (lá đài) tách biệt hoàn toàn. Tràng hoa trắng hay vàng nhạt, hình ống hay hình ống-chuông, hiếm khi hình phễu, chia 5 thùy. Điều này là khác biệt với Hilsenbergia và không phải là đặc điểm chung cho toàn bộ chi Bourreria.
Quả hạch màu vàng, cam hay đỏ nhạt. Chúng chứa 4 hạt và vỏ quả trong hoặc là chia 4 (mỗi vỏ quả trong chứa 1 hạt), hay chia 2 (mỗi vỏ quả trong chứa 2 hạt) hoặc không phân chia. Sự chia tách vỏ quả trong cho phép phân loại các loài trong chi này.

## Phân bố
Chi này có mặt trong khu vực nhiệt đới và cận nhiệt đới. Phần lớn các loài còn sinh tồn được tìm thấy ở châu Á. Một lượng loài đáng kể có ở châu Phi (gồm cả Madagascar) và các đảo trên Ấn Độ Dương. Một vài loài có ở Trung Mỹ và Australia.

## Sử dụng
Một số loài được trồng trong công viên hay trồng làm cây cảnh như Ehretia acuminata, Ehretia dicksonii, Ehretia macrophylla v.v.. Một số loài còn có thể trồng như là một dạng bonsai, như Ehretia microphylla.
Người ta cũng sử dụng quả (như của E. acuminata, E. anacua, E. dicksonii, E. laevis) làm thực phẩm.

## Các loài
- Ehretia acuminata R.Br. – Cườm rụng nhọn, cùm rụm nhọn. Đông Á, New Guinea, đông Australia.
- Ehretia alba Retief & A.E.van Wyk
- Ehretia amoena Klotzsch
- Ehretia anacua (Terán & Berland.) I.M.Johnst.. Texas (Hoa Kỳ), Mexico.
- Ehretia angolensis Baker
- Ehretia aquatica (Lour.) Gottschling & Hilger (đồng nghĩa: Rotula aquatica) – Rù rì cát, rì rì cát.
- Ehretia asperula Zoll. & Moritzi – Dót.
- Ehretia australis J.S.Mill.
- Ehretia bakeri Britten
- Ehretia changjiangensis F.W.Xing & Ze X.Li
- Ehretia coerulea Gürke
- Ehretia confinis I.M.Johnst.
- Ehretia cortesia Gottschling
- Ehretia corylifolia C.H.Wright
- Ehretia corymbosa Bojer
- Ehretia cymosa Thonn.
- Ehretia decaryi J.S.Mill.
- Ehretia densiflora F.N.Wei & H.Q.Wen
- Ehretia dentata Courchet ex Gagnep. – Cùm rụm răng.
- Ehretia dichotoma Blume – Dót lưỡng phân.
- Ehretia dicksonii Hance
- Ehretia dolichandra R.R.Mill.
- Ehretia dunniana H.Lév
- Ehretia exsoluta R.R.Mill.
- Ehretia glandulosissima Verdc.
- Ehretia grahamii Randell
- Ehretia hainanensis I.M.Johnst.
- Ehretia janjalle Verdc.
- Ehretia javanica Blume
- Ehretia kaessneri Vaupel
- Ehretia keyensis Warb.
- Ehretia laevis Roxb. – Dót láng.
- Ehretia latifolia Loisel. ex A.DC
- Ehretia longiflora Champ. ex Benth. – Dót lá dài.
- Ehretia macrophylla Wall. – Dót lá to.
- Ehretia mauritiana Willemet
- Ehretia meyersii J.S.Mill.
- Ehretia microcalyx Vaupel
- Ehretia microphylla Lam. (đồng nghĩa: Carmona microphylla (Lam.) G.Don, C. heterophylla Cav., C. retusa (Vahl) Masam.) – Cùm rụm, cùm rụm lá nhỏ, cùm rụm răng, bùm sụm, ruối huầy.
- Ehretia mollis (Blanco) Merr.
- Ehretia moluccana Riedl
- Ehretia namibiensis Retief & A.E.van Wyk
- Ehretia obtusifolia Hochst. ex A.DC.
- Ehretia papuana S.Moore
- Ehretia parallela C.B.Clarke
- Ehretia philippinensis A.DC.
- Ehretia phillipsonii J.S.Mill.
- Ehretia pingbianensis Y.L.Liu
- Ehretia psilosiphon R.R.Mill
- Ehretia resinosa Hance
- Ehretia retusa Wall. ex A.DC.
- Ehretia rigida (Thunb.) Druce (đồng nghĩa: Ehretia violacea Kunth). Đông nam châu Phi.
- Ehretia rosea Gürke
- Ehretia saligna R.Br.
- Ehretia setosa Roxb.
- Ehretia seyrigii J.S.Mill.
- Ehretia siamensis Teijsm. & Binn. ex Gagnep. & Courchet
- Ehretia silvana R.R.Mill
- Ehretia timorensis Decne
- Ehretia tinifolia L.
- Ehretia trachyphylla C.H.Wright
- Ehretia tsangii I.M.Johnst.
- Ehretia urceolata W.Fitzg.
- Ehretia wallichiana Hook.f. & Thomson ex C.B.Clarke
- Ehretia wightiana Wall. ex G.Don
- Ehretia winitii Craib

### Chưa dung giải
- Ehretia capensis Meisn. ex C.Krauss
- Ehretia scrobiculata Hiern
- Ehretia uhehensis Gürke

## Hóa thạch
†Ehretia europaea E.M. Reid: Hạt hóa thạch có trong tầng Chatti, thế Oligocen, được biết đến từ thành hệ Oberleichtersbach trong dãy núi Rhön ở miền trung Đức. Các hóa thạch vỏ quả trong cũng được mô tả từ vị trí Hậu Miocen ở Pont-de-Gail tại Pháp và từ ranh giới phía nam bình nguyên Padan tại miền bắc Italia trong 2 khu vực có niên đại tới tầng Zancle và ở 3 khu vực được cho là thuộc tầng Zancle.

## Tham chiếu phân loại
- "Index Nominum Genericorum – Ehretia". International Code of Botanical Nomenclature. Washington D.C.: Smithsonian Museum of Natural History. Truy cập ngày 31 tháng 3 năm 2009.
- UniProt. "Ehretia" (HTML). Truy cập {{{accessdate}}}. {{Chú thích web}}: Kiểm tra giá trị ngày tháng trong: |accessdate= (trợ giúp)
- "Ehretia". Australian Plant Name Index (APNI), cơ sở dữ liệu IBIS. Trung tâm Nghiên cứu Đa dạng sinh học Thực vật (Centre for Plant Biodiversity Research), Chính phủ Úc.
- "Ehretia P.Browne". African flowering plants database. Pretoria: South African National Biodiversity Institute, Conservatoire et Jardin botaniques de la Ville de Genève & Tela Botanica. Truy cập ngày 31 tháng 3 năm 2009.